# Krampus (film)
Krampus er en amerikansk film fra 2015 instrueret af Michael Dougherty.

## Medvirkende
- Emjay Anthony[1] som Max Engel
- Adam Scott[1] som Tom Engel
- Toni Collette som Sarah Engel
- David Koechner[1] som Howard
- Allison Tolman[2] som Linda
- Conchata Ferrell som tante Dorothy
- Stefania LaVie Owen[3] som Beth Engel
- Krista Stadler som Omi Engel
- Lolo Owen som Stevie
- Queenie Samuel som Jordan
- Maverick Flack som Howie Jr.
- Mark Atkin som Ketkrókur[4]
- Sage Hunefeld som Baby Chrissie
- Leith Towers som Derek,
- Curtis Vowell som DHL Mand
- Luke Hawker som Krampus
- Brett Beattie som Der Klown, Jack-in-the-box.

### Stemmer
- Gideon Emery som Krampus
- Seth Green som honningkage mandLumpy[5]
- Breehn Burns som honningkage mand Dumpy[5]
- Justin Roiland som honningkage mand Clumpy[5]
- Ivy George som Perchta Cherub